# Haworthia chloracantha
Haworthia chloracantha ist eine Pflanzenart der Gattung Haworthia in der Unterfamilie der Affodillgewächse (Asphodeloideae).

## Beschreibung
Haworthia chloracantha wächst sprossend. Die 18 bis 25 aufrecht ausgebreiteten, festfleischigen bis rauen Laubblätter bilden eine Rosette mit einem Durchmesser von 2,5 bis 4 Zentimeter. Die hellgrüne Blattspreite ist 0,5 bis 1,5 Zentimeter lang. Die Blattoberfläche ist netzartig gemustert. Die Blattränder und der Kiel sind mit durchscheinenden Dornen von bis zu 0,3 Millimeter Länge besetzt.
Der lockere Blütenstand erreicht eine Länge von bis zu 25 Zentimeter und besteht aus kleinen Blüten.

## Systematik und Verbreitung
Haworthia chloracantha ist in der südafrikanischen Provinz Westkap verbreitet.
Die Erstbeschreibung durch Adrian Hardy Haworth wurde 1821 veröffentlicht. Ein nomenklatorisches Synonym ist Aloe chloracantha Roem. & Schult.f. (1829).
Es werden folgende Varietäten unterschieden:
- Haworthia chloracantha var. chloracantha
- Haworthia chloracantha var. denticulifera (Poelln.) M.B.Bayer
- Haworthia chloracantha var. subglauca Poelln.

## Nachweise